# Lusitanische Sprache

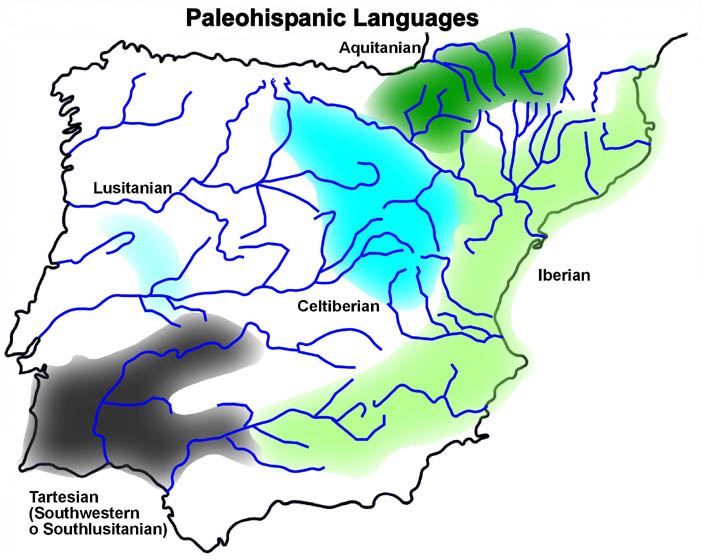
Antike Sprachen der Iberischen Halbinsel (lusitanisches Sprachgebiet hier hellblau)

Die lusitanische Sprache ist eine ausgestorbene Sprache, die ehemals im Westen der Iberischen Halbinsel von den Lusitanern gesprochen wurde.

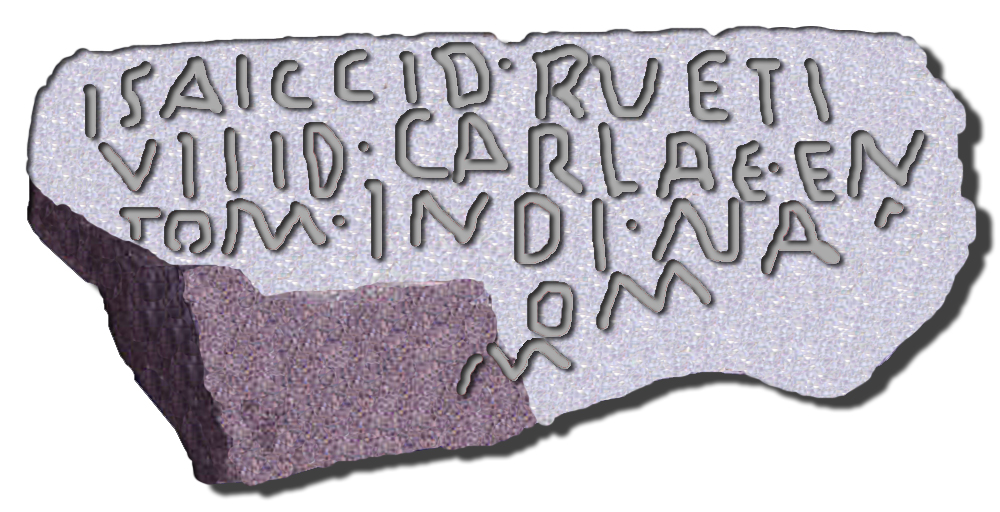
Reproduktion der lusitanischen Inschrift von Arroyo de la Luz (Cáceres) Inschrift: „ISAICCID. RVETI. PVPPID. CARLAE. EN ETOM. INDI. NA(.) (....) CE. IOM. M“ Autor der Reproduktion: J.M de la Osa

Während eine Zuordnung zu den indogermanischen Sprachen als wahrscheinlich gilt, ist die weitere Klassifikation der lusitanischen Sprache umstritten.
Einige Autoren führen einen nicht keltiberischen Ursprung der Sprache an, weise sie doch eine für das keltische untypische Lautentwicklung auf.
Eine Verwandtschaft mit den keltischen Sprachen, die auch in diesem Gebiet verbreitet waren, konnte daher bisher nicht bewiesen werden. Zwar sind einige lusitanische Begriffe denen anderer festlandkeltischen Sprachen ähnlich, allerdings erhält das Lusitanische indogermanisches */p/, welches in den keltischen Sprachen verloren gegangen ist.
Die Sprache ist durch einige kurze Schriften belegt, die auf das 1. Jahrhundert n. Chr. datiert wurden. Diese wurden im lateinischen Alphabet niedergeschrieben. Daneben existieren in der Region auch Ortsnamen lusitanischen Ursprungs.